# Cirsium ukranicum
Cirsium ukranicum (осот український) — вид рослин з родини айстрових (Asteraceae), поширений у Молдові, Україні, Росії.

## Опис
Дворічник. Стебла висхідні, 40–60 см заввишки, вгорі слабо звивисті і гіллясті, більш-менш густо кучеряво-волосисті, злегка гранчасті, бурі, до верхівки густо облиствені. Листки відігнуті, подовжено-ланцетні, середні стеблові 9–11 см завдовжки, до 3 см шириною. Кошики поодинокі, округло-яйцюваті, на верхівці стебел і гілочок, зазвичай на коротких ніжках, зближені по 3–4 у вигляді щитка. Квітки пурпурові, до 27 мм завдовжки, з вузькою трубкою до 16 мм довжиною. Чубчик брудно-білий, з шорсткими витягнутими кінчиками внутрішніх волосків; сім'янка в зрілому стані невідома.

## Поширення
Поширений у Молдові, Україні, Росії.